# Ken Casier
Ken Casier (1989) is een Vlaams politicus voor de Nieuw-Vlaamse Alliantie (N-VA). Sinds januari 2025 is hij schepen in Antwerpen, met bevoegdheden voor Publiek Domein, Groen, Stadsreiniging, Afval, Innovatie, Digitalisering, Loketten en Districtswerking. Voor 2025 was hij schepen in Borsbeek.

## Biografie
Ken Casier werd geboren in 1989 in Berchem en groeide grotendeels op in Borsbeek. Zijn eerste twee levensjaren bracht hij door in Berchem, waarna hij met zijn ouders verhuisde naar Borsbeek. Hij volgde zijn middelbare studies aan het Xaveriuscollege in Borgerhout. Daarna studeerde hij aan de Universiteit Antwerpen, waar hij een bachelor in Politieke Wetenschappen behaalde en masters in Toegepaste Economische Wetenschappen en Management afrondde.
Casier was acht jaar actief in de IT-sector bij het bedrijf Cegeka, waar hij verantwoordelijk was voor de afdeling Smart Cities. Hij verliet deze functie in 2024 om zich volledig te wijden aan zijn schepenambt in Antwerpen.

## Politiek
Ken Casier werd politiek actief bij Jong N-VA Antwerpen en N-VA WoWiBo (Wommelgem-Wijnegem-Borsbeek) vanaf 2009. In 2010 richtte hij mee de lokale afdeling N-VA Borsbeek op, waarvan hij stichtend voorzitter werd. Onder zijn leiding werd de partij bij de gemeenteraadsverkiezingen van 2012 meteen de grootste politieke formatie in Borsbeek met ruim 31%. Casier werd schepen van Burgerzaken, Lokale Economie, Communicatie & PR en ICT. Na een nieuw verkiezingssucces in 2018 (38%) breidde zijn portefeuille uit met Financiën en Personeel.
Vanaf januari 2025 stapte hij over naar Antwerpen, waar hij schepen werd in het nieuwe stadsbestuur onder leiding van burgemeester Bart De Wever. Zijn bevoegdheden omvatten Publiek Domein, Groen, Stads- en Buurtonderhoud, Innovatie, Digitalisering, Loketten en Decentralisatie. Hij werd tijdens de zomerperiode van 2025 waarnemend burgermeester van Antwerpen.